# Cătălin Moroşanu
Cătălin Moroşanu (30 de junio de 1984) es un kickboxer profesional rumano de peso pesado. Debutó en K-1 en el año 2007 en la competición de K1 România 2007, combatiendo contra Ștefan Leko.

## Biografía y carrera
En el combate contra Taiei Kin llevado a cabo en la final de K-1 de la temporada 2009, Morosanu continuó golpeando al adversario después de sonar la campana final, lo que le llevó a la descalificación inmediata. El público desaprobó la decisión de los árbitros ya que no estuvo claro si los golpes fueron dados antes o después de sonar la campana.
Entre el 19 de marzo y el 7 de mayo de 2010 Cătălin Morosanu participó en un programa de baile de televisión en el que ganó la final al lado de una bailarina profesional (Magdalena Ciorobea) con una votación superior a 13.000 votos.
Cătălin Morosanu ha aparecido en numerosos anuncios anunciando la marca más conocida de vino de Rumania ( Cotnari S.A). También ha participado en el videoclip de un grupo de música al lado de otro luchador de K-1, Sebastian Ciobanu.
Morosanu estudió derecho y posee un gimnasio de kickboxing.

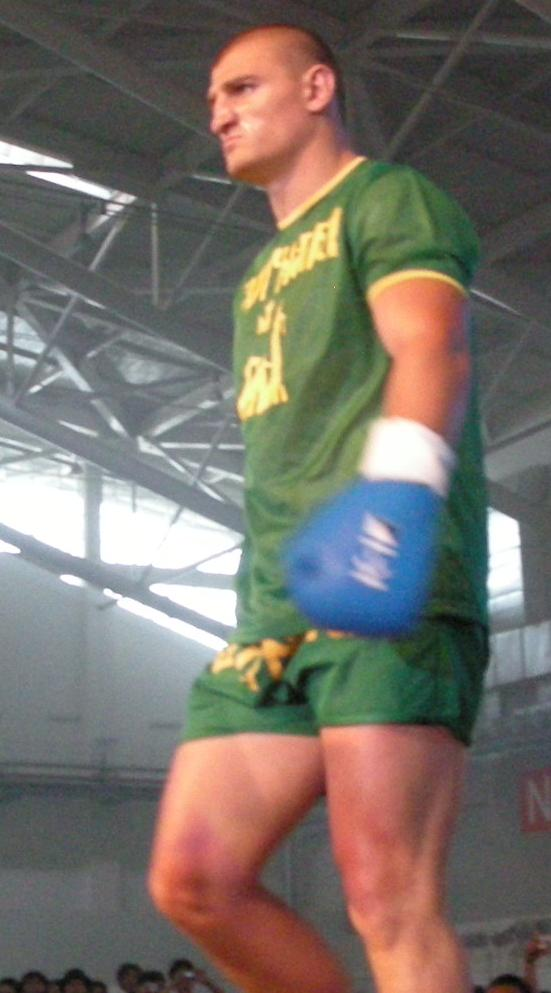
Catalin Morosanu

## Títulos
- SUPERKOMBAT Fighting Championship
- SUPERKOMBAT World Grand Prix I 2012 Tournament Championship
- Most consecutive wins in the SUPERKOMBAT (14)
- Longest win streak in SUPERKOMBAT history (14)
- Undefeated in the SUPERKOMBAT (14-0)
- 2011 Most Popular Fighter
- 2014 Most Popular Fighter

Local Kombat
2010 Most Popular Fighter
- K-1
- 2012 K-1 World Grand Prix Finalist

- World Kickboxing Network
- 2008 WKN Intercontinental Heavyweight Championship

## Récord en kickboxing
| Fecha      | Resultado | Adversario          | Competición                                                            | Método                        | Round | Tiempo |
| ---------- | --------- | ------------------- | ---------------------------------------------------------------------- | ----------------------------- | ----- | ------ |
| 2018/12/14 | Victoria  | Ivo Cuk             | Dynamite Fighting Show 3                                               | KO (golpes)                   | 1     | 0:31   |
| 2018/10/19 | Victoria  | Mehmet Özer         | Dynamite Fighting Show 2                                               | TKO                           | 1     | 2:50   |
| 2018/07/05 | Victoria  | Freddy Kemayo       | Dynamite Fighting Show                                                 | Decisión (unánime)            | 3     | 5:00   |
| 2017/08/25 | Derrota   | Michał Turyński     | Glory 44: Chicago                                                      | Decisión (dividida)           | 3     | 5:00   |
| 2017/05/06 | Victoria  | Lukasz Krupadziorow | SUPERKOMBAT World Grand Prix II 2017                                   | Decisión (unánime)            | 3     | 5:00   |
| 2017/02/24 | Victoria  | Maurice Greene      | Glory 38: Chicago                                                      | TKO (gancho de izquierda)     | 2     | 0:23   |
| 2016/10/08 | Derrota   | Ondřej Hutník       | W5 Grand Prix “Legends in Prague”                                      | Decisión (unánime)            | 3     | 3:00   |
| 2016/08/23 | Derrota   | Zabit Samedov       | Akhmat Fight Show                                                      | KO (rodilla derecha)          | 1     | 1:13   |
| 2016/03/26 | Derrota   | Daniel Sam          | SUPERKOMBAT World Grand Prix I 2016                                    | Decisión (dividida)           | 3     | 3:00   |
| 2015/12/12 | Victoria  | Maurice Jackson     | SUPERKOMBAT In The Cage                                                | Descalificación               | 1     | -      |
| 2015/10/02 | Victoria  | Tomasz Czerwinski   | SUPERKOMBAT World Grand Prix 2015 Final Elimination, Milán, Italia     | KO (gancho de izquierda)      | 1     | 2:55   |
| 2015/06/19 | Victoria  | Colin George        | SUPERKOMBAT World Grand Prix III 2015, Constanta, Rumanía              | Decisión (unánime)            | 3     | 3:00   |
| 2014/09/27 | Victoria  | Brian Douwes        | SUPERKOMBAT World Grand Prix IV 2014, Almere, Holanda                  | Decisión (unánime)            | 3     | 3:00   |
| 2014/08/02 | Victoria  | Giannis Stoforidis  | SUPERKOMBAT New Heroes 8, Constanta, Rumanía                           | KO (gancho de izquierda)      | 2     | 2:26   |
| 2014/06/12 | Derrota   | Tomáš Hron          | Gibu Fight Night, Praga, República Checa                               | Decisión (unánime)            | 3     | 3:00   |
| 2014/04/12 | Victoria  | Mohamed Karim       | SUPERKOMBAT World Grand Prix I 2014, Resita, Rumanía                   | Decisión (unánime)            | 3     | 3:00   |
| 2013/09/09 | Victoria  | Daniel Lentie       | SuperKombat World Grand Prix 2013 Final Elimination, Ploiesti, Rumanía | KO (gancho de derecha)        | 1     | 2:20   |
| 2013/09/07 | Derrota   | Ben Edwards         | Kings of Kombat 10, Craiova, Rumanía                                   | Decision (mayoría)            | 3     | 3:00   |
| 2013/05/18 | Victoria  | Eduardo Mendes      | SuperKombat World Grand Prix II 2013, Craiova, Rumanía                 | TKO (parada del árbitro)      | 1     | 2:54   |
| 2013/03/15 | Derrota   | Pavel Zhuravlev     | K-1 World Grand Prix 2012 Final, Zagreb, Croacia                       | Decisión (unánime)            | 3     | 3:00   |
| 2012/11/10 | Victoria  | Carter Williams     | SuperKombat World Grand Prix Final Elimination 2012, Craiova, Rumanía  | Decisión (unánime)            | 3     | 3:00   |
| 2012/10/14 | Victoria  | Paul Slowinski      | K-1 World Grand Prix 2012 in Tokyo Final 16, Tokio, Japón              | Decisión (unánime)            | 3     | 3:00   |
| 2012/07/07 | Victoria  | Rick Cheek          | SuperKombat World Grand Prix III 2012, Varna, Bulgaria                 | TKO                           | 2     | 1:53   |
| 2012/02/25 | Victoria  | Anderson Silva      | SuperKombat World Grand Prix I 2012, Podgorica, Montenegro             | Decisión (unánime)            | 3     | 3:00   |
| 2012/02/25 | Victoria  | Utley Meriana       | SuperKombat World Grand Prix I 2012, Podgorica, Montenegro             | KO (patada izquierda alto)    | 2     | 0:56   |
| 2011/11/19 | Victoria  | Patrick Liedert     | SuperKombat World Grand Prix Final 2011, Darmstadt, Alemania           | KO (puños)                    | 1     | 2:59   |
| 2011/10/14 | Victoria  | Ibrahim Aarab       | SuperKombat World Grand Prix IV 2011, Piatra Neamt, Rumania            | Decisión (unánime)            | 3     | 3:00   |
| 2011/10/01 | Victoria  | Michael Andrade     | SuperKombat World Grand Prix III 2011, Braila, Rumania                 | Decisión (unánime)            | 3     | 3:00   |
| 2011/07/16 | Victoria  | Stefan Leko         | SuperKombat World Grand Prix II 2011, Constanta, Rumania               | Decisión (unánime)            | 3     | 3:00   |
| 2011/03/18 | Victoria  | Yüksel Aydın        | SuperKombat: The Pilot Show, Râmnicu Vâlcea, Rumania                   | Decisión (unánime)            | 3     |        |
| 2010/11/27 | Victoria  | Gary Goodridge      | K-1 Scandinavia Rumble of the Kings 2010, Estocolmo, Suecia            | TKO (parada del árbitro)      | 2     | 2:24   |
| 2010/10/29 | Victoria  | Igor Mihaljević     | Sarajevo Fight Night II, Sarajevo, Bosnia y Herzegovina                | Decisión (unánime)            | 3     | 3:00   |
| 2010-05-21 | Derrota   | Errol Zimmerman     | K-1 World Grand Prix 2010 in Bucharest, Bucharest, Romania             | TKO (parada del árbitro)      | 1     | 0.24   |
| 2010-02-06 | Victoria  | Deutsch Pu'u        | K-1 ColliZion MAX 2010 Europe GP, Budapest, Hungary                    | TKO (parada Ref/ tres caídas) | 1     |        |
| 2009-10-24 | Victoria  | Mighty Mo           | K-1 ColliZion 2009 Final Elimination, Arad, Romania                    | Ext. R Decision (Split)       | 4     | 3:00   |
| 2009-09-26 | Nulo      | Taiei Kin           | K-1 World Grand Prix 2009 Final 16, Seoul, Republic of Korea           | DQ (KO después de campana)    | 1     | 3:00   |
| 2009-07-03 | Victoria  | Wiesław Kwaśniewski | K-1 ColliZion 2009 Sarajevo, Sarajevo, Bosnia y Herzegovina            | KO (punch hígado)             | 1     | 1:20   |
| 05/16/2009 | Nulo      | Tomas Kohut         | K-1 ColliZion 2009 Mlada Boleslav, Mlada Boleslav, Czech Republic      | KO (Knee strike)              | 3     |        |
| 02/28/2009 | Victoria  | Musab Gulsari       | K-1 Rules Tournament 2009 in Budapest, Budapest, Hungary               | KO (Left hook)                | 1     | 0:58   |
| 12/12/2008 | Victoria  | Gary Goodridge      | Lokal Kombat 32, Ploiești, Romania                                     | TKO (Corner stoppage)         | 3     |        |
| 11/06/2008 | Victoria  | Freddy Kemayo       | Lokal Kombat 31, Buzău, Romania                                        | Decision (Unanimous)          | 3     | 3:00   |
| 07/13/2008 | Victoria  | Junichi Sawayashiki | K-1 World GP 2008 in Taipei, Taiwan                                    | KO (Left hook)                | 1     | 2:04   |
| 04/26/2008 | Derrota   | Freddy Kemayo       | K-1 World GP 2008 in Ámsterdam, Ámsterdam, Netherlands                 | KO (Knee strike)              | 1     | 0:35   |
| 02/09/2008 | Victoria  | Erhan Deniz         | K-1 World GP 2008 in Budapest, Budapest, Hungary                       | Decision (Ext. R)             | 4     | 3:00   |
| 12/14/2007 | Victoria  | Nicolas Vermont     | Local Kombat 28, Brașov, Romania                                       | TKO                           | 3     |        |
| 11/03/2007 | Victoria  | Sergei Gur          | Local Kombat 27, Turnu Severin, Romania                                | Decision                      | 3     | 3:00   |
| 06/15/2007 | Victoria  | Dimitry Podgaisky   | Local Kombat 26, Iași, Romania                                         | TKO                           | 2     |        |
| 05/04/2007 | Nulo      | Stefan Leko         | K-1 Fighting Network Romania 2007, Bucharest, Romania                  | Decision                      | 3     | 3:00   |
| 03/02/2007 | Victoria  | Omar Belamar        | Local Kombat 25, Sibiu, Romania                                        | TKO                           | 2     |        |
| 16/12/2006 | Victoria  | Panayotis Diakos    | Local Kombat 24, Bucharest, Romania                                    | KO                            | 2     |        |
| 11/11/2006 | Victoria  | Mihăiță Golescu     | Local Kombat 23, Râmnicu Vâlcea, Romania                               | Decision (Ext. R)             | 4     | 3:00   |

- Datos: Q846352
- Multimedia: Cătălin Moroșanu / Q846352